# Uta Schellhaaß
Uta Schellhaaß (* 27. Juni 1944 in Finsterbrunnertal) ist eine deutsche Politikerin (FDP). Von 2006 bis 2011 war sie Mitglied des Rheinland-Pfälzischen Landtags. 

## Leben
Schellhaaß machte 1964 ihr Abitur und studierte danach bis 1969 an der Universität des Saarlandes Volkswirtschaftslehre. Als Diplom-Volkswirtin war sie danach bis 1977 als wissenschaftliche Mitarbeiterin an der Universität des Saarlandes angestellt. Von 1977 bis 1999 war sie Geschäftsführerin von Krankenhäusern in Saarbrücken und bei der Marienhaus GmbH.
Seit 1970 ist Schellhaaß Mitglied der FDP. Sie war langjähriges Mitglied des Landesvorstands der FDP-Saar und Vorsitzende des Ortsvereins St. Johann-Nord. Sie war Sachverständige des Bundesfachausschusses für Soziales, Familie und Gesundheit. Von 1974 bis 1977 war sie Mitglied des Stadtrats Saarbrücken, wo sie ab 1975 Fraktionsvorsitzende war. Von 2006 bis 2011 war sie Abgeordnete im Landtag von Rheinland-Pfalz, wo sie Mitglied im Ausschuss für Gleichstellung und Frauenförderung sowie im Ausschuss für Umwelt und Forsten war. 
Uta Schellhaaß ist engagiertes Mitglied der Evangelischen Kirche.
Von 2004 bis 2015 hatte sie das Amt einer Presbyterin der Evangelischen Kirchengemeinde Rengsdorf, Kirchenkreis Wied, inne und war Mitglied des Aufsichtsrats der Evangelischen Sozialstation Straßenhaus.